# Home Movies (serie animata)
Home Movies è una serie televisiva animata statunitense, creata da Loren Bouchard e Brendon Small nel 1999.
Negli Stati Uniti, paese di origine della serie, venne trasmessa inizialmente dal 26 aprile al 24 maggio 1999 sul canale televisivo UPN e proseguita dal 2 settembre 2001 al 4 aprile 2004 su Adult Swim, blocco televisivo di Cartoon Network.
La serie è incentrata sulla vita di Brendon, un bambino di otto anni che ama filmarsi insieme ai suoi amici Melissa e Jason. Lo show è stato completamente diretto dal co-creatore della serie Loren Bouchard, già autore di serie come Dr. Katz, Professional Therapist e Bob's Burgers, ed è stato sceneggiato in gran parte dai due creatori insieme a Bill Braudis e H. Jon Benjamin, doppiatore dell'allenatore John McGuirk nella serie.
Criticata molto positivamente, nel corso del tempo la serie ha sviluppato un fenomeno di culto ed è ancora oggi considerato uno show particolarmente rinomato, tanto da essere stato inserito nella "Top 100 dei migliori show televisivi animati" secondo IGN. Il network UPN annullò la serie dopo soli cinque episodi, ma nel 2001 Cartoon Network ne ha acquisiti i diritti, vedendo del potenziale in essa. Dopo l'acquisizione il cartone si è posizionato nella scaletta di Adult Swim, divenendo ben presto uno degli show di punta del canale.

## Trama
La serie segue le avventure di Brendon, un bambino di otto anni a cui nel tempo libero piace fare video con la sua fotocamera, insieme ai suoi amici Melissa e Jason. Brendon, dal momento che i suoi genitori sono divorziati, vive con sua madre Paula e con sua sorella, Josie. Il padre pare essere completamente assente dalla vita del bambino, anche se in alcuni episodi riceve delle lettere da parte di lui che affermano di essersi trasferito e di aver iniziato una nuova storia con un'altra donna. A parte ciò, Brandon gioca a calcio insieme a Melissa e sono guidati dall'allenatore John McGuirk, che ha sviluppato circa un rapporto padre-figlio con i due bambini.

## Episodi
| Stagione         | Episodi | Prima TV USA | Prima TV Italia |
| ---------------- | ------- | ------------ | --------------- |
| Prima stagione   | 13      | 1999-2001    | inedita         |
| Seconda stagione | 13      | 2002         | inedita         |
| Terza stagione   | 13      | 2002-2003    | inedita         |
| Quarta stagione  | 13      | 2003-2004    | inedita         |

## Personaggi e doppiatori

### Personaggi principali

Brendon Small e Couch McGuirk

- Brendon Small (stagioni 1-4), doppiato da Brendon Small.
Il protagonista della serie, nonché sceneggiatore, regista e attore principale nella maggior parte dei suoi film. Dopo aver ricevuto in regalo un'affidabile videocamera, Brandon ha iniziato a fare incessantemente film, probabilmente dal momento che i suoi genitori si sono divorziati. Nel tempo libero, Brendon e i suoi amici si divertono a fare "film" che si sviluppano nel corso di ogni episodio. Il carattere di Brendon è molto vario, a volte sembra essere molto intelligente, e altre volte tutt'altro, così come il suo essere divertente e spiritoso che alterna a momenti di ansia e egoismo. Brendon è stato creato e disegnato dal co-creatore della serie originale Loren Bouchard, e il nome è ispirato dal suo stesso doppiatore Brendon Small, creatore e musicista della serie.
- John McGuirk (stagioni 1-4), doppiato da H. Jon Benjamin.
Un allenatore di calcio incompetente, acerbico e stupido, nonché allenatore di calcio di Brendon e Melissa. John è di nazionalità irlandese-americana ed è un uomo in sovrappeso e alcolico, che da sempre dei cattivi consigli ai suoi giocatori. McGuirk considera Brendon, Melissa e Jason come i suoi migliori amici e di solito li aiuta, anche se spesso è maleducato con loro (in particolare con Melissa). Ritrae una certa figura di padre per Brendon.
- Jason Penopolis (stagioni 1-4), doppiato da H. Jon Benjamin.
L'amico di Brendon dall'atteggiamento ironico e stupido. Nel corso della serie, i suoi genitori non sono mai stati introdotti, anche se racconta di loro come se fossero ricchi e mai preoccupati dei suoi passatempi. Oltre ad avere una dipendenza da zuccheri, Jason ha anche numerose infezioni e malattie come la congiuntivite, l' e l'eczema
- Melissa Robbins (stagioni 1-4), doppiata da Melissa Bardin Galsky.
L'amica di Brendon. È una bambina molto sensibile e a volte diventa molto frenetica. All'inizio della terza stagione, dimostra di avere un comportamento da maschiaccio, anche se durante la stagione successiva, dimostra di essere più femminile. Melissa soffre di broncocostrizione allergica, ed è quindi costretta a usare un autoiniettore di epinefrina. Melissa è anche acquafobica, anche se poi ha superato la sua paura quando ha salvato l'allenatore McGuirk.
- Paula Small (stagioni 1-4), doppiata da Paula Poundstone (ep. 1x1-1x5) e Janine Ditullio (ep. 1x6+).
La madre divorziata di Brendon. Paula è un insegnante di scrittura creativa temporaneamente disoccupata. Di solito è favorevole al passatempo preferito di Brendon, anche se a volte lo trova fastidioso o malsano. Parla molto francamente con Brendon sulle questioni di vita ed è altamente preoccupata del rapporto che ha Andrew (il padre di Brendon) con Linda (sorella di Paula), rapporto spesso deriso a causa della disparità di età.

### Personaggi secondari
- Mr. Lynch (stagioni 1-4), doppiato da Ron Lynch.
L'insegnante di Brendon e di Melissa. Spesso è in disaccordo con McGuirk, anche se i due talvolta si comportano da amici. Lynch è una persona piuttosto pretenziosa, che crede di parlare perfettamente lo spagnolo, anche se molte volte fa numerosi errori sia sulla grammatica che nel vocabolario.
- Walter e Perry (stagioni 1-3), doppiati da H. Jon Benjamin e Brendon Small.
Sono due bambini con vestiti uguali, che parlano sempre ad alta voce. I due sono migliori amici, infatti sono sempre insieme e solitamente si tengono per mano. Il loro rapporto è sempre descritto molto ironicamente nel corso della serie, anche se spesso, i due, fanno i delinquenti.
- Dwayne (stagioni 1-4), doppiato da Brendon Small.
- Erik Robbins (stagioni 1-4), doppiato da Jonathan Katz.
- Fenton Mewly (stagioni 2-4), doppiato da Sam Seder.
- Josie Small (stagioni 1-4), doppiata da Loren Bouchard.
- Andrew Small (stagioni 2-3), doppiato da Louis C.K..

### Guest star
La serie è stata protagonista di alcuni doppiaggi speciali eseguiti da delle guest star. I principali sono: il comico David Cross nel ruolo del ragazzo del negozio di alimentari dell'episodio Brendon's Choice, i They Might Be Giants nei ruoli degli avvocati dell'episodio Camp (John Flansburgh nel ruolo di Mike e John Linnell nel ruolo di Miguel), il comico Mitch Hedberg nel ruolo dell'animale elogista di Brendon Gets Rabies, di Mitch in Yoko, del poliziotto in Law and Boarder e nel ruolo del consulente alla gestione della rabbia in Brendon's Choice. Altri sono il doppiatore Tom Kenny nel ruolo del dottore in Coffins and Cradles, Eugene Mirman nel ruolo di Eugene in Yoko e The Wizard's Baker, il comico Patton Oswalt, gli attori Mary Lynn Rajskub, Ian Roberts e Maria Bamford e il comico Todd Barry.

## Produzione

### Ideazione e sviluppo
Home Movies nasce nel 1999, quando il network statunitense UPN, che aveva ordinato 13 episodi, decise di trasmettere la serie fino a maggio dello stesso anno. Il network trasmise solo cinque episodi poiché non ci fu un particolare riscontro dal pubblico maschile. In un'intervista, Snyder sostenne anche che il network stava cercando di attirare solo un pubblico femminile. In quei cinque episodi la serie aveva già preso piede, rivelando lo sviluppo degli episodi, la comicità e l'aspetto grafico del cartone. Nel 2001, grazie ad un accordo tra Cartoon Network e il suo blocco a tarda notte Adult Swim, Home Movies ha nuova vita. La serie ritorna ufficialmente in televisione il 2 settembre 2001 sul blocco di Adult Swim e la Cartoon Network decise di ordinare altri otto episodi aggiuntivi per concludere la prima stagione. Secondo Linda Simensky, la vicepresidente all'animazione originale di Cartoon Network: "Avevamo un sacco di episodi da far vedere a Mike [Lazzo], ma quando ha visto il secondo episodio ha subito urlato: Compriamolo!". La prima stagione di Home Movies è stata fortemente criticata per via della sua grafica "ondulante", creata con il metodo dello Squigglevision, inerente a quella di Dr. Katz, Professional Therapist. Dalla seconda stagione, lo squigglevision venne abbandonato, a favore di Macromedia Flash, software che utilizzava una grafica più veloce e malleabile. Questo cambio di grafica è stato avviato per diversi motivi, tra i quali i diversi pareri negativi degli telespettatori che facevano spesso riferimento alle limitazioni in materia di movimento. Gran parte dell'ironia è nata proprio da queste limitazioni, specialmente grazie al metodo dello retroscripting, che lasciava i movimenti più piccoli, come quello della bocca, deliberatamente vaghi, facendo sì che il dialogo divenisse improvvisato dai doppiatori. L'uso del retroscripting aiutò la serie nel dare quel tipico tocco di originalità e realisticità, mischiata a del sarcasmo. Sebbene questo metodo sia stato usato unicamente nella prima stagione, il dialogo delle tre stagioni successive è rimasto comunque, in gran parte, improvvisato. La seconda stagione arriva tre mesi dopo la prima e il cambio più evidente è stato proprio il cambio all'Adobe Flash. Finalmente, i movimenti della bocca erano molto più malleabili, rispetto a quelli della stagione precedente, e, certe volte, il dialogo poteva essere pensato prima di riprodurre per bene i movimenti della bocca. Anche la terza e la quarta stagione sono state create con il Macromedia Flash. La musica originale del cartone è stata scritta e interpretata dallo stesso Brendon Small, già autore delle canzoni dei Dethklok nella serie animata Metalocalypse.

## Distribuzione

### Trasmissione internazionale
- 26 aprile 1999 negli Stati Uniti d'America su UPN;[7]
- 2000 in Canada su YTV;
- 4 maggio 2001 nel Regno Unito;
- 13 maggio 2001 in Germania su Arte;
- 2002 in Australia su Adult Swim;[8]
- 8 ottobre 2005 in America Latina su Adult Swim.

### Edizioni home video
Attraverso la Sony BMG Music Entertainment, Shout! Factory ha rilasciato i DVD di tutte le stagioni di Home Movies ognuno su set da tre dischi.
La prima stagione in DVD di Home Movies è stata pubblicata negli USA e in Canada il 16 novembre 2004.
Il cofanetto della prima stagione contiene, oltre a tutti gli episodi andati in onda in televisione, dieci commenti audio del cast, varie interviste con i creatori e il cast, animazioni e i cortometraggi di Brendon Small e H. Jon Benjamin.
Il 31 maggio 2005 negli Stati Uniti è uscita la seconda stagione in DVD. I filmati extra del cofanetto della seconda stagione comprendono i commenti e le interviste a Brendon Small e Melissa Galsky, le canzoni della serie e il videogioco interattivo Decide Your Doom. Nel DVD è contenuta anche una guida su come suonare il tema di apertura della serie.
La terza stagione è stata pubblicata nel Nord America il 15 novembre 2005. Il cofanetto della terza stagione contiene, oltre a tutti gli episodi andati in onda in televisione, i commenti del cast, le animazione e un video intitolato "People who don’t necessarily like Home Movies". La data d'uscita della quarta stagione è stata invece fissata per il 16 maggio 2006 negli Stati Uniti. Il cofanetto della quarta stagione contiene, oltre agli episodi trasmessi in televisione, un totale di 24 commenti audio, animazioni e altro. Inoltre è presente anche il CD Home Movies: Bonus Soundtrack, contenente 52 brani eseguiti da Brendon Small.
ll 4 novembre 2008 negli Stati Uniti e in Canada è uscito il cofanetto della serie completa intitolato Home Movies 10th Anniversary Set, composto da 13 dischi, con tutti gli episodi e i contenuti speciali presenti nei cofanetti delle singole stagioni più altri contenuti inediti.
| Stagione         | Episodi | Edizione originale      |
| Stagione         | Episodi | Uscita nel Nord America |
| ---------------- | ------- | ----------------------- |
| Prima stagione   | 13      | 16 novembre 2004        |
| Seconda stagione | 13      | 31 maggio 2005          |
| Terza stagione   | 13      | 15 novembre 2005        |
| Quarta stagione  | 13      | 16 maggio 2006          |

## Accoglienza

### Critica
Home Movies, durante gli anni, è diventato un fenomeno di culto grazie all'originalità della trama e all'ironia ricorrente della serie mischiata ad alcuni fatti drammatici. La serie è stata persino inserita al 28º posto della Top 100 dei migliori show televisivi animati di tutti i tempi, secondo il sito internet IGN. Metacritic ha assegnato alla serie un voto complessivo di 8.2 su un massimo di 10. Invece, James Norton di Flak Magazine ha commentato positivamente la serie affermando che "Home Movies non è un cartone animato normale; lo slapstick costituisce una piccola percentuale del suo umorismo e il sarcasmo costituisce la maggior parte della buon vecchia farsa, che non può di certo mancare. I fan de "I Simpson" o de "I Griffin" dovrebbero dare un'occhiata a Home Movies; contiene meno parole volgari, ma è notevolmente più riflessivo ed è brillantemente... programmato". Joel Stein della rivista TIME, durante il periodo sulla rete UPN, ha commentato che "[il cartone] è abbastanza intelligente da farti chiedere perché è su UPN", mentre Terry Kelleher di People ha commentato "Home Movies va un po' a zig zag, ma gli spettatori più pazienti saranno molto divertiti".

## Altri media

### Musica

Copertina del CD

Nel 2004, Brendon Small rilascia gratuitamente, sul suo sito ufficiale, una playlist di 15 tracce musicali sulla base di Home Movies e di Metalocalypse. Più tardi, il 16 maggio 2006, con il rilascio del box set della quarta stagione, Brendon Small include un'altra colonna sonora del cartone dal nome Home Movies: Bonus CD. Questa volta le tracce musicali sono 52, riguardano solo ed esclusivamente il cartone in questione e soprattutto, le musiche del CD sono tutte quelle utilizzate dal primo episodio all'ultimo della quarta stagione.